# Halvergate
Halvergate is een civil parish in het bestuurlijke gebied Broadland, in het Engelse graafschap Norfolk met 607 inwoners.